# François Baron de Tott

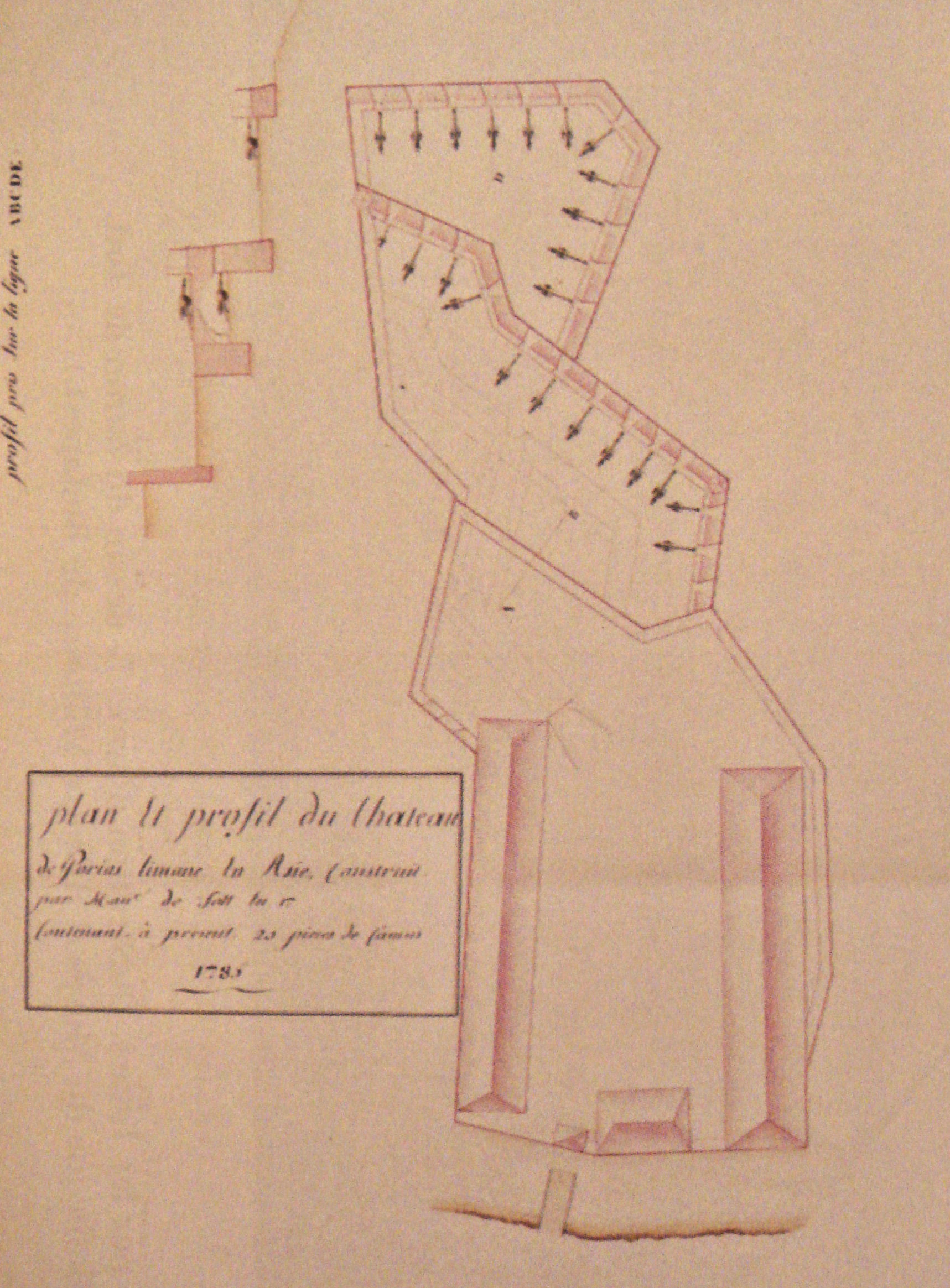
Una fortificazione costruita dal Baron de Tott per l'Impero ottomano durante la guerra russo-turca.

François Baron de Tott, in lingua ungherese Báró Tóth Ferenc, (Chamigny, 17 agosto 1733 – Ungheria, 24 settembre 1793), è stato un nobile francese di origine ungherese, figlio di un nobile ungherese emigrato nell'Impero ottomano e poi trasferitosi in Francia al seguito della cavalleria del conte Miklós Bercsényi.

## Biografia
Ancora ragazzo, François entrò nel reggimento di suo padre e nel 1754 venne promosso al rango di tenente. Nel 1755 si recò a Costantinopoli, la capitale dell'Impero Ottomano, come segretario di suo zio Charles Gravier, conte di Vergennes, che era stato nominato ambasciatore. Il suo compito principale era quello di imparare la lingua turca, per indagare la situazione nell'Impero Ottomano e per raccogliere informazioni sul Khanato di Crimea.
Tornato a Parigi nel 1763, fu inviato in Svizzera nel 1766 dal governo francese. Nel 1767, fu nominato console in Crimea, al fine di conoscere il paese e incitare i tatari di Crimea a ribellarsi contro l'Impero russo. François de Tott svolse un ruolo importante durante la guerra russo-turca. Lasciando la Crimea per un po', ricevette l'incarico da parte dal governo ottomano, di difendere i Dardanelli contro la flotta russa.
Seguendo le orme di Claude Alexandre de Bonneval, noto come Humbaracı Ahmed Pasha, François de Tott venne coinvolto negli sforzi di riforma militare ottomana. Riuscì ad avere una nuova fonderia per la fabbricazione di obici e fu determinante per la creazione di unità di artiglieria mobile. Costruì delle fortificazioni sul Bosforo e iniziò un corso di scienze navali che pose la prima pietra per la successiva Accademia Navale Turca.
Viaggiò attraverso l'impero ottomano, visitando città costiere lungo il Mediterraneo, e in particolare Alessandria d'Egitto, Aleppo, Smirne, Salonicco e Tunisi. Inoltre studiò l'area per la costruzione di un canale a Suez.

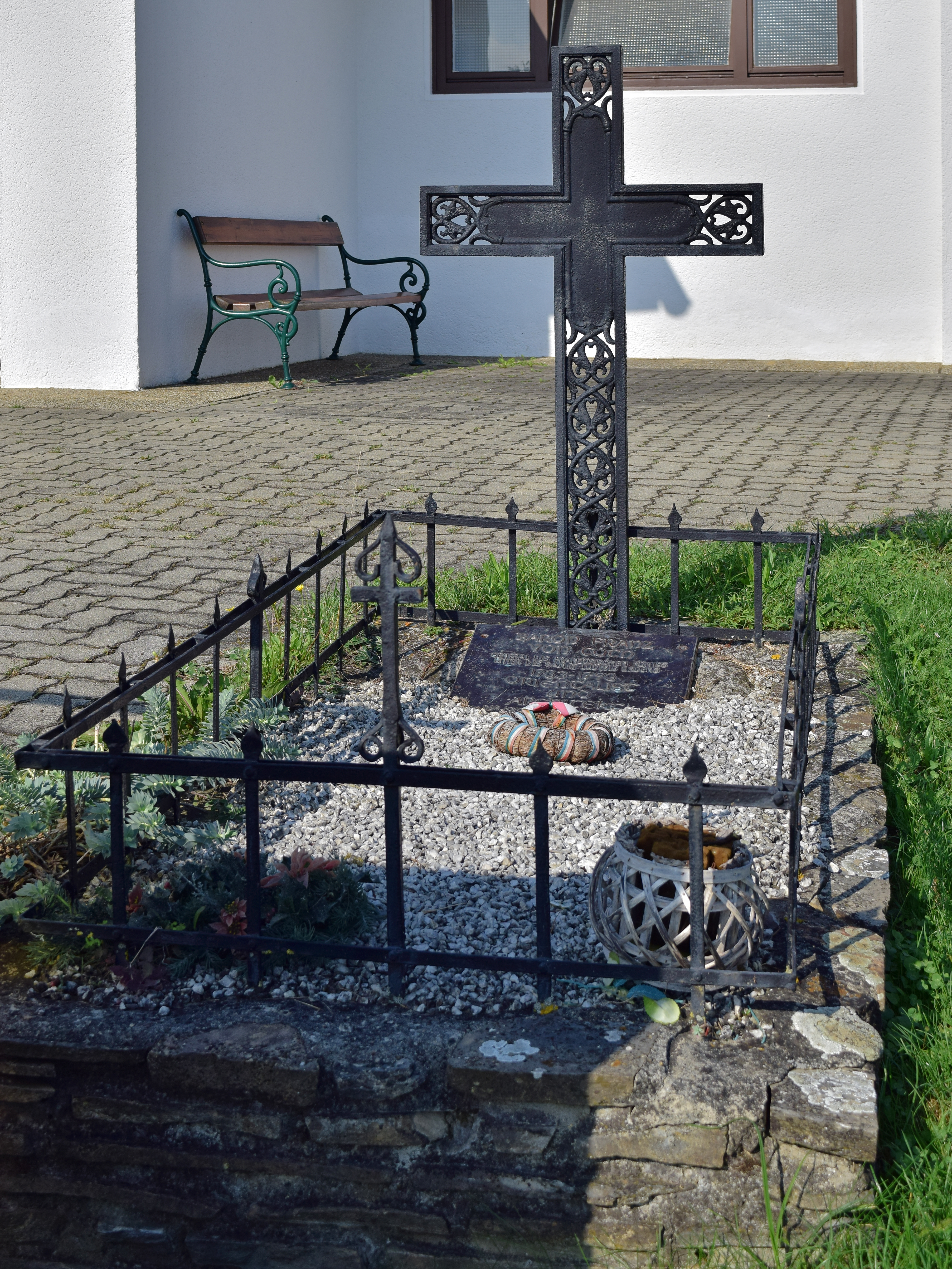
La tomba di François Baron de Tott a Bad Tatzmannsdorf

Le memorie di François Baron de Tott' vennero pubblicate in quattro volumi.
Tornò in Ungheria, passando per la Svizzera, dopo lo scoppio della Rivoluzione francese e vi morì il 24 settembre 1793.